# Antonio Santucci
Pour les articles homonymes, voir Santucci.

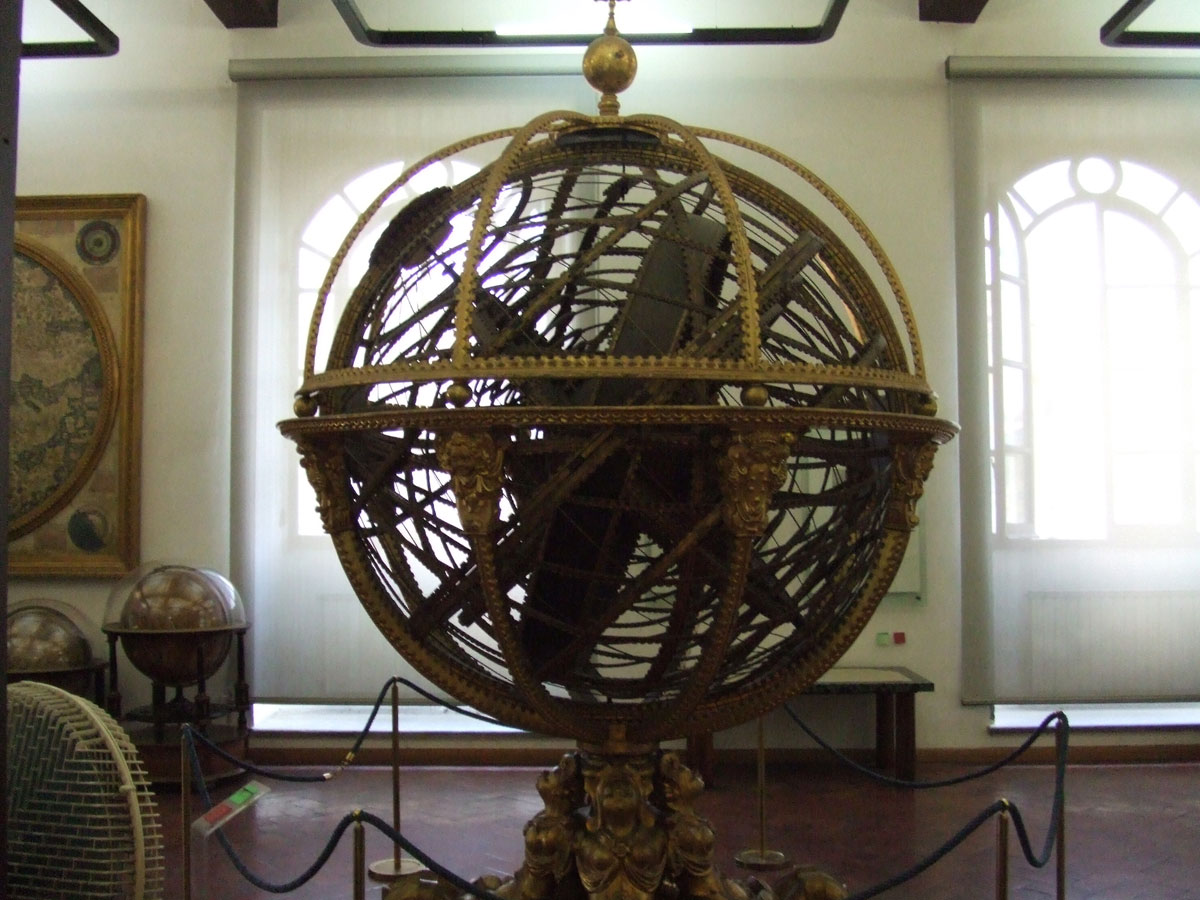
Sphère armillaire monumentale visible au Musée de l'Histoire de la science (Florence)

Antonio Santucci (né à Pomarance à une date inconnue vers le milieu du XVIe siècle et mort en 1613) était un astronome italien.

## Biographie
Antonio Santucci enseigne à l'université de Pise vers 1599.
En 1582, il construisit une sphère armillaire pour Philippe II d'Espagne, visible à l'Escurial de Madrid.
Entre 1588 et 1593, une autre, monumentale, visible au Muséo di Storia della Scienza de Florence.